# Liste der Monuments historiques in La Guerche-de-Bretagne
Die Liste der Monuments historiques in La Guerche-de-Bretagne führt die Monuments historiques in der französischen Stadt La Guerche-de-Bretagne auf.

## Liste der Bauwerke
| Bezeichnung         | Beschreibung | Standort                        | Kennzeichnung | Schutzstatus | Datum | Bild           |
| ------------------- | ------------ | ------------------------------- | ------------- | ------------ | ----- | -------------- |
| Basilika Notre-Dame |              | (Lage)                          | PA00090587    | Classé       | 1913  | weitere Bilder |
| Haus                |              | 8, rue d’Anjou (Lage)           | PA00090588    | Inscrit      | 1948  | weitere Bilder |
| Häuser              |              | 12, 14 rue d’Anjou (Lage)       | PA00090589    | Inscrit      | 1948  | weitere Bilder |
| Haus                |              | 2, rue d’Anjou (Lage)           | PA00090590    | Inscrit      | 1948  | weitere Bilder |
| Haus                |              | 10, rue d’Anjou (Lage)          | PA00090591    | Inscrit      | 1948  | weitere Bilder |
| Haus                |              | 34, rue de Nantes (Lage)        | PA00090592    | Inscrit      | 1948  | weitere Bilder |
| Haus                |              | 5, 7 rue du Cheval-Blanc (Lage) | PA00090593    | Inscrit      | 1948  | weitere Bilder |
| Haus                |              | 3, rue du Cheval-Blanc (Lage)   | PA00090594    | Inscrit      | 1948  | weitere Bilder |
| Haus Hunault        |              | 2, 4 rue de Nantes (Lage)       | PA00090595    | Inscrit      | 1930  | weitere Bilder |
| Haus Briant         |              | 6, rue de Nantes (Lage)         | PA00090596    | Inscrit      | 1930  | weitere Bilder |

## Liste der Objekte

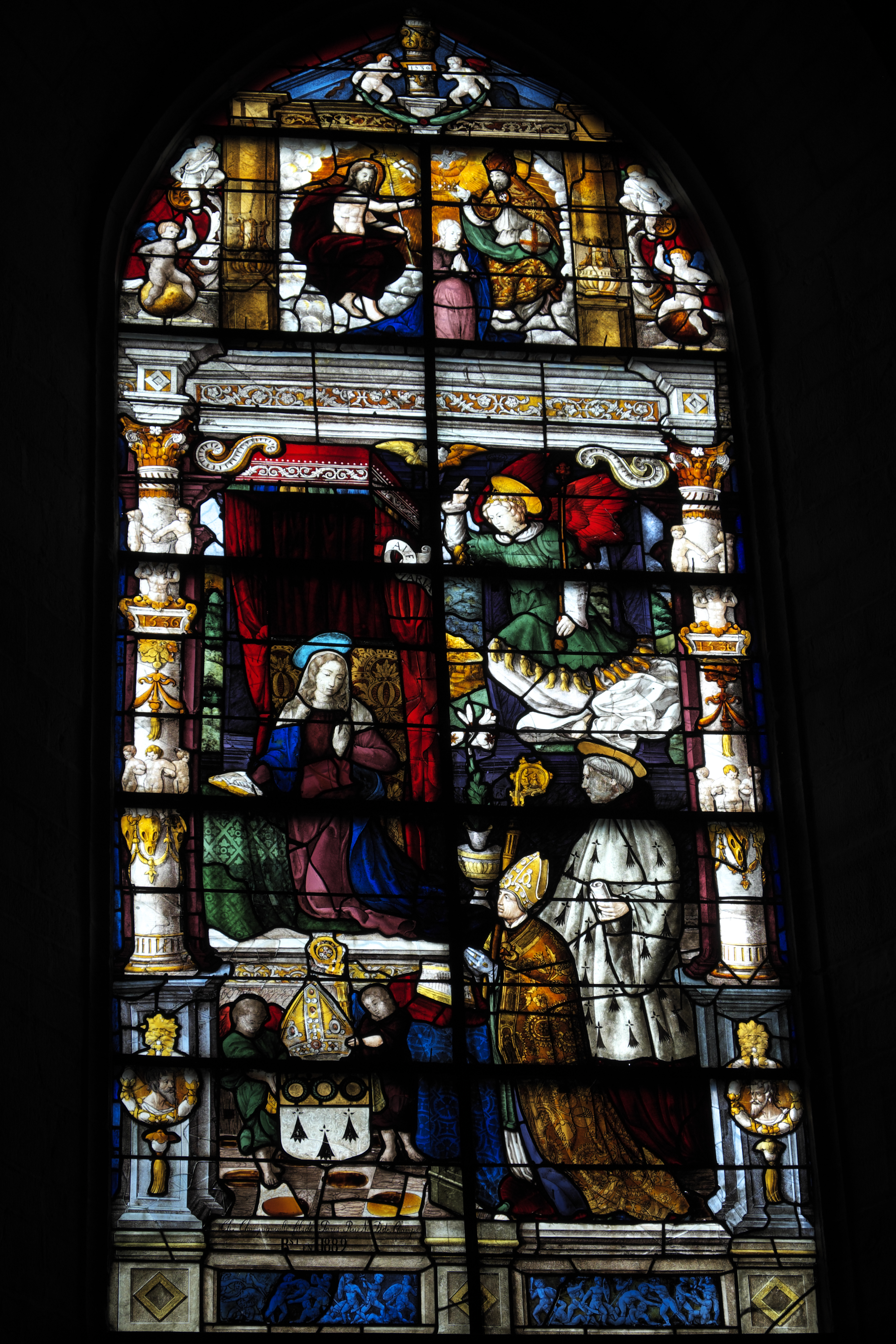
Fenster Verkündigung des Herrn in der Kirche Notre-Dame-de-l’Assomption

- Monuments historiques (Objekte) in La Guerche-de-Bretagne in der Base Palissy des französischen Kultusministeriums

Siehe auch: Verkündigungsfenster (La Guerche-de-Bretagne)